# Hampfröolja
Hampfröolja eller hampolja (ej att förväxla med hampaextrakt) är en vegetabilisk olja som framställs genom pressning av hampfrön. Den anses vara naturens nyttigaste vegetabiliska olja eftersom den innehåller den högsta andelen fleromättade fettsyror (78 %) av alla vegetabiliska oljor.

## Användning
Hampfröoljan är smaklig och lämpar sig bra till matlagning, till exempel i sallader. Den lämpar sig dock inte för stekning eller uppvärmning över 170 grader. Oljan står sig upp till 8 månader om den förpackats i syrefri miljö. Efter öppnandet bör den lagras i kylskåp och användas inom 4 veckor.
Hampfröoljan används också för dess effekter på blodvärden, hudåkommor och ledbesvär. Den är mer smaklig och mindre oxidationsbenägen än linfröolja.
Hampfröoljan kan med fördel användas vid hudvård och hårvård. Den passar särskilt bra för känslig hy eftersom den tränger in och näringssätter utan att täppa till porerna.
Hampfröoljan skall inte förväxlats med extrakt som utvunnits ur växtens gröna delar. Hampans frö innehåller inte THC och hampfröoljan är därför helt drogfri. Modern hampfröolja tillverkas dessutom av s.k Industrihampa vars innehåll av THC ligger under 0.2% även i växtens gröna delar.
Hampfröoljans innehåll av omegafettsyror i proportionen 3:1 (omega 6 & 3) motsvarar människokroppens eget upptag varför den kan anses välbalanserad och ofarlig för livslång användning.

## Fettsyrasammansättning
Oljans sammansättning beror på vilken typ av hampa man analyserat. Förhållandet mellan omega 6-fettsyror och omega 3-fettsyror är cirka 3:1 och den ungefärliga sammansättningen:
Fleromättade fettsyror (totalt cirka 80 %)
- Omega 3 (C18:3ω3): Linolensyra cirka 20 %
- Omega 6 (C18:2ω6): Linolsyra cirka 50-60 %
- Omega 6 (C18:3ω6): GLA 2-5 %

Enkelomättade fettsyror (totalt cirka 10-15 %)
- Omega 9 (C18:1ω9): Oljesyra cirka 8-16 %

Mättade fettsyror (totalt cirka 10 %)
- Palmitinsyra (C16:0): 6-9 %
- Stearinsyra (C18:0): 1-3 %
- Arakinsyra 1-2 %